# Saint-Chamassy
Saint-Chamassy é uma comuna francesa na região administrativa da Nova Aquitânia, no departamento Dordonha. Estende-se por uma área de 15,46 km². Em 2010 a comuna tinha 519 habitantes (densidade: 33,6 hab./km²).